# Benevolent Dictator for Life
Benevolent Dictator for Life (BDFL; englisch für Wohlwollender Diktator auf Lebenszeit) ist eine Bezeichnung für eine Person mit der leitenden Rolle in einem Freie-Software-Projekt mit einer Organisationsstruktur, bei der bezeichnenderweise in wichtigen Entscheidungen de facto kein Weg an der so betitelten Person vorbeiführt.
Der Begriff wurde vermutlich 1995 von Ken Manheimer geprägt, als er Guido van Rossum in einer E-Mail den Titel „BDFL“ verlieh – als Rolle in einem gerade gegründeten Gremium zur Programmiersprache Python. Ältere Versionen des Wikipedia-Artikels führten den Begriff auf einen Monty-Python-Sketch zurück, worauf van Rossum die ursprüngliche E-Mail veröffentlichte, um diese Verbindung endgültig zu widerlegen.
Die Bezeichnung fand dann innerhalb der Freie-Software-Szene weite Verbreitung und wurde auf zahlreiche weitere Personen mit entsprechenden Rollen in anderen Projekten übertragen. Zum Teil geben sich diese Personen aus eigenem kritischem Bewusstsein für ihre Rolle auch selbst diesen oder ähnliche Titel, wofür Mark Shuttleworth von Ubuntu-Linux ein bekanntes Beispiel abgibt (als engl. Self-Appointed Benevolent Dictator for Life, SABDFL – deutsch: „Selbsternannter wohlwollender Diktator auf Lebenszeit“).
Sollte dennoch ein BDFL zurücktreten, bzw. sich selbst von seinen Aufgaben entbinden, so spricht man von einem BDFL Emeritus.
Eric S. Raymond deutet in seinem Open-Source- und Hacker-Kultur-Essay Homesteading the Noosphere (1999) auch den Begriff „benevolent dictator“. Raymond führt aus, wie die Natur des Open Source dazu führt, dass ein solcher „Diktator“ altruistisch bleibt, da bei zu starken Dissonanzen eine Spaltung des Projekts unter anderer Leitung jederzeit möglich ist.

## Personen, die als BDFL bezeichnet werden
- Walter Bright: D[12]
- Dries Buytaert: Drupal
- Brendan Eich (ehemals) und Mitchell Baker: Mozilla Foundation[13]
- Carsten Haitzler: Enlightenment
- Adrian Holovaty und Jacob Kaplan-Moss: Django[14]
- Alexandre Julliard: WINE
- Rasmus Lerdorf: PHP
- Jeremie Miller: Jabber und XMPP
- Bram Moolenaar: Vim
- Matthew Mullenweg: WordPress
- Theo de Raadt: OpenBSD
- Ton Roosendaal: Blender
- Guido van Rossum: Python (bis Juli 2018)
- Mark Shuttleworth: Ubuntu[15]
- Richard Stallman: GNU-Projekt
- Linus Torvalds: Linux-Kernel[16]
- Patrick Volkerding: Slackware
- Larry Wall: Perl
- Rich Hickey: Clojure[17]